# Svjetionik Rt Verudica
Svjetionik Rt Verudica je svjetionik na rtu Verudica, preko puta otoka Verude, južno od Pule. Okružen je šumom u turističkom naselju Punta Verudela.
Svjetionik, izgrađen 1877., sastoji se od četverokutne kamene kule visoke 8 m i prizemne zgrade ukupne površine 50 m2. U sklopu svjetionika nalazi se skladište i manja ostava kao i ograđeno dvorište. Svjetioničarska zgrada ima napajanje iz javne električne mreže, dok se vodom opskrbljuje iz gradskog vodovoda. Potpuno je automatiziran pa na njemu odavno nema svjetioničarske posade. Za vrijeme juga, more pred svjetionikom je posebno valovito i snažno, pa se kupanje preporuča uz oprez, na što upozorava i tabla s obavijesti o zabrani ulaska u more.

## Legenda
Legenda kaže da je car Vespazijan ostao dužan graditeljima koji su gradili amfiteatar u Puli. Po legendi, da bi izbjegao kletvu u kasnijim vremenima i kako bi isplatio dug, car je preko svojih povjerljivih osoba je slao zlatnike da ih nose i zakapaju u žalo ispred svjetionika na rtu kako bi ih kasnije nalazili potomci graditelja.